# Comando Supremo da Revolução
O autodenominado Comando Supremo da Revolução foi um triunvirato governamental composto pelos três ministros militares, em 1964: 
- Artur da Costa e Silva, ministro do Exército;
- Augusto Rademaker Grünewald, ministro da Marinha, e
- Francisco de Assis Correia de Melo, ministro da Aeronáutica.

Por ocasião da cassação do mandato de João Goulart pelo Congresso, em 2 de abril de 1964, o Governo Federal ficou nas mãos do presidente da Câmara dos Deputados, o paulista Ranieri Mazzilli (PSD), que na prática possuía apenas um cargo formal, já que o poder de fato era exercido pelos ministros militares, responsáveis pela assinatura do Ato Institucional Número Um (AI-1), o primeiro elemento formalizador das transformações políticas introduzidas pelos militares, assinado em 9 de abril de 1964, além de uma série de atos. Mazzilli permaneceu como presidente até 15 de abril de 1964, quando Humberto de Alencar Castelo Branco, vencedor de eleição indireta no dia 11, tomou posse.
O comando teve, portanto, importância decisiva para a transição política que estava a ocorrer no Brasil. Costa e Silva e Rademaker continuaram como ministros do Exército e da Marinha, respectivamente, enquanto que Correia e Melo permaneceu ministro da Aeronáutica apenas até 20 de abril de 1964, quando foi substituído por Nélson Freire Lavanère-Wanderley. Correia, porém, tornou-se ministro do Supremo Tribunal Militar, em novembro de 1965. Um dos motivos para ele não permanecer no Governo foi seu posicionamento favorável a realização de novas eleições após alguns meses depois da destituição de Jango, como previsto no AI-1, o que acabaria por não ocorrer.

## Ato Institucional
Na época nomeado apenas de Ato Institucional, o Ato Institucional Número Um (AI-1) definia o que estava acontecendo como um movimento cívico-militar e uma "revolução vitoriosa", que necessitava se institucionalizar para "limitar os plenos poderes de que efetivamente dispõe" e que "graças à ação das Forças Armadas e ao apoio inequívoco da Nação, representam o Povo". Em um dos trechos do documento, afirma-se:
O presente Ato institucional só poderia ser editado pela revolução vitoriosa, representada pelos Comandos em Chefe das três Armas que respondem, no momento, pela realização dos objetivos revolucionários, cuja frustração estão decididas a impedir. Os processos constitucionais não funcionaram para destituir o governo, que deliberadamente se dispunha a bolchevizar o País. Destituído pela revolução, só a esta cabe ditar as normas e os processos de constituição do novo governo e atribuir-lhe os poderes ou os instrumentos jurídicos que lhe assegurem o exercício do Poder no exclusivo interesse do Pais. Para demonstrar que não pretendemos radicalizar o processo revolucionário, decidimos manter a Constituição de 1946, limitando-nos a modificá-la, apenas, na parte relativa aos poderes do Presidente da República, a fim de que este possa cumprir a missão de restaurar no Brasil a ordem econômica e financeira e tomar as urgentes medidas destinadas a drenar o bolsão comunista, cuja purulência já se havia infiltrado não só na cúpula do governo como nas suas dependências administrativas. Para reduzir ainda mais os plenos poderes de que se acha investida a revolução vitoriosa, resolvemos, igualmente, manter o Congresso Nacional, com as reservas relativas aos seus poderes, constantes do presente Ato Institucional (...).

## Atos
- Ato do Comando Supremo da Revolução nº 1 — assinado em 10 de abril de 1964, determinava que "nos termos do artigo 10 do Ato Institucional, de 9 de abril de 1964", suspendia, pelo prazo de dez anos, os direitos políticos de cem cidadãos, constando figuras políticas relevantes, como João Goulart, Jânio Quadros, Leonel Brizola e Luís Carlos Prestes, além de desembargadores, líderes sindicais, jornalistas, dentre outros.[2]
- Ato do Comando Supremo da Revolução nº 2 —  assinado em 10 de abril de 1964, cassou o mandato de 40 membros do Congresso Nacional, que já haviam sido incluídos no ato de suspensão dos direitos políticos.[3]
- Ato do Comando Supremo da Revolução nº 3 — assinado em 11 de abril de 1964, transferiu para a reserva cento e vinte e dois oficiais das três Forças Armadas (77 do Exército, 14 da Marinha e 31 da Aeronáutica).[4]
- Ato do Comando Supremo da Revolução nº 4 — assinado em 13 de abril de 1964, suspendeu, por dez anos, os direitos políticos de 62 pessoas - dentre as quais, 36 oficiais já atingidos pelo Ato n° 3.[5]
- Ato do Comando Supremo da Revolução nº 5 — assinado em 13 de abril de 1964, suspendeu, por dez anos, os direitos políticos de 5 jornalistas, dentre eles, Franklin de Oliveira e Ênio Silveira.[6]
- Ato do Comando Supremo da Revolução nº 6 — assinado em 13 de abril de 1964, transferiu para a reserva 7 oficiais, todos do Exército.[7]
- Ato do Comando Supremo da Revolução nº 7 — assinado em 13 de abril de 1964,  transferiu para a reserva 17 oficiais, todos da Aeronáutica.[8]
- Ato do Comando Supremo da Revolução nº 8 — assinado em 14 de abril de 1964, determinava a abertura de Inquérito Policial Militar, a fim de apurar crimes militares e os crimes contra o Estado.[9][nota 1]
- Ato do Comando Supremo da Revolução nº 9 — assinado em 14 de abril de 1964, determinava que os encarregados de inquéritos, para a apuração de crimes contra o Estado, poderiam delegar a servidores todas as atribuições que lhe competem, em qualquer ponto do país, e requisitar inquéritos, concluídos ou não, de interesse da investigação.[9]